# راسموس ماگی
راسموس ماگی (استونیایی: Rasmus Mägi؛ زادهٔ ۴ مهٔ ۱۹۹۲) دونده دو با مانع اهل استونی است. وی در مسابقات کشوری و بین‌المللی در مجموع برندهٔ ۱ مدال نقره، ۱ مدال برنز شده‌است.